# Rhodopygia cardinalis
Rhodopygia cardinalis is een libellensoort uit de familie van de korenbouten (Libellulidae), onderorde echte libellen (Anisoptera).
De soort staat op de Rode Lijst van de IUCN als niet bedreigd, beoordelingsjaar 2007.
De wetenschappelijke naam Rhodopygia cardinalis is voor het eerst geldig gepubliceerd in 1848 door Erichson.